# Actuacions de la Companyia Elèctrica Dharma

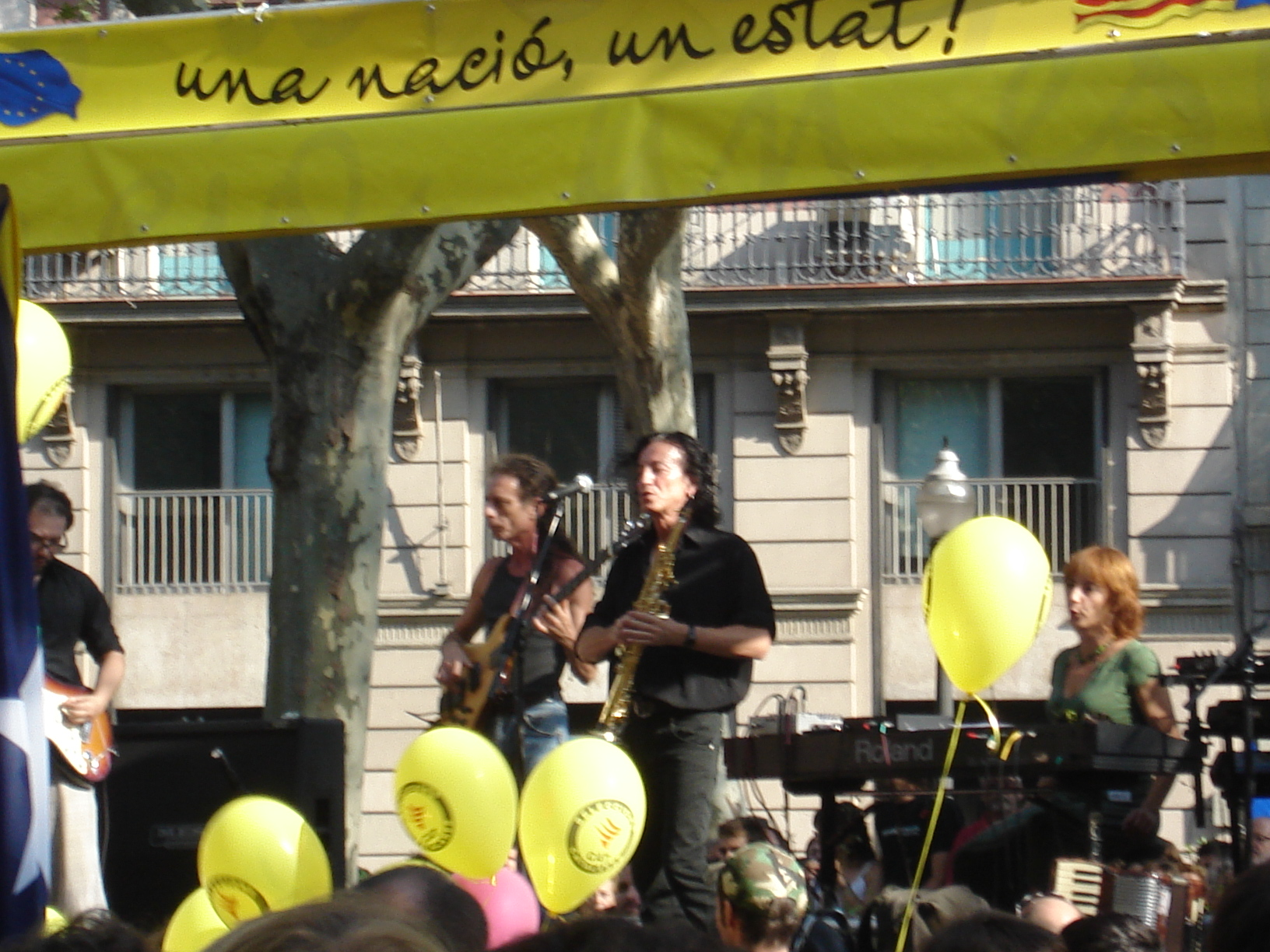
Actuació del grup a la manifestació de la Diada de 2009

Les actuacions de la Companyia Elèctrica Dharma van començar en festes de casals barcelonins, quan el grup encara no es deia Companyia Elèctrica Dharma; van continuar per les sales de concerts com la sala Zeleste, cau de l'anomenat "rock laietà", i van seguir per diferents pobles de Catalunya en companyia del grup de teatre Comediants. A finals dels anys 70 la Dharma s'havia convertit en un dels grups més importants del panorama del rock català i estatal en general, el que els va permetre fer gires per tot Espanya i, més tard, per Europa i més enllà, efectuant concerts per l'Àfrica, el Brasil i els Estats Units.

## Dècada del 1970

### Canet Rock (1975-77)
El festival Canet Rock és un gran concert a l'aire lliure que es va celebrar per primera vegada el juliol de 1975 i al que van succeir tres sessions més, sempre a Canet de Mar (Maresme).
D'entre els grups i solistes catalans va destacar la bulliciosa música de la Companya Elèctrica Dharma, que combinava les seves referències sardanístiques amb una estructura purament rock, donant lloc a un dels productes més originals del rock català. Amb la col·laboració del grup de teatre Comediants més d'un va quedar amb la boca oberta.
Artistes com Sisa no van poder actuar perquè el govern civil els ho va prohibir. Eren temps en què era relativament freqüent que es prohibissin concerts de músics sense que se sabés ben bé per què, i faltaven encara quatre mesos perquè morís Franco. Altres grups que van tocar van ser: l'Orquestra Mirasol, Ia & Batiste, Pau Riba, Maria del Mar Bonet, Fussion i l'Orquestra Plateria, entre d'altres.
A Canet Rock es va constatar l'excel·lent i esperançador moment d'una música que estava començant a trobar unes arrels que semblaven perdudes i conformant una sonoritat. Tot això va servir per gravar el concert que quedaria enregistrat per a la pel·lícula Canet Rock. El concert de la Dharma va coincidir amb la sortida del sol del dia 27 de juliol.
Eren els temps en què el grup de teatre Comediants col·laborava amb ells. Si era una actuació de la Dharma, els Comediants els acompanyaven amb petits esquetxos de teatre. Cal recordar que encara era l'època franquista i sentir aquella música festiva i veure aquells saltimbanquis en un escenari representava una de les primeres sensacions de llibertat després de tants anys de repressió.
També participaren en l'edició del Canet Rock de 1976, on van presentar el disc Tramuntana, i en la de 1977.

### Concerts per Espanya
Durant la segona dècada dels anys 70 la Dharma va actuar a pràcticament totes les regions d'Espanya, sent pionera en el fet de fer gires per la península; no era gaire normal en aquell temps que un grup pogués lligar quinze o vint actuacions en un mes sense tornar a casa. Durant els anys de dictadura, tot això del rock i els cabells llargs estava bastant censurat... Ara eren els anys de la transició i el so original i festiu de la Dharma va ser molt ben rebut. El primer concert en l'àmbit estatal va ser a les Quinze hores de música pop organitzades a la ciutat de Burgos, on la crítica els va destacar com "el grup de rock més prometedor de l'Estat espanyol"; a partir d'aquell moment, els elogis dels comentaristes es van anar succeint. El grup guarda un especial record del públic andalús, qualificant-lo de molt generós i molt entregat.
El seu so es va etiquetar dins del "rock con raices", que bàsicament el practicaven grups catalans com ells, l'Orquesta Mirasol o Blay Tritono i grups andalusos com Triana, Iman o Guadalquivir. Com anècdota, els membres del grup expliquen que un dia Miguel Rios es va presentar després d'un concert i els va dir: "Nosotros no tenemos raices... ¡Vosotros si que teneis suerte!".

#### Reial Madrid
L'actuació més impactant de la vertiginosa gira del disc Tramuntana i una de les més memorables de tota la trajectòria de la banda, va ser a Madrid, al Pavelló d'Esports del Reial Madrid, el desembre del 1977.
Va ser una actuació que en un principi s'havia de fer en un teatre de Madrid, però a mesura que anava avançant la gira els anaven informant que haurien de buscar un recinte més gran perquè les entrades s'havien esgotat en pocs dies. Finalment el recinte escollit va ser el pavelló del Reial Madrid davant de més de 5.000 espectadors i amb molta gent al carrer sense poder entrar. Ha sigut el primer i únic grup en català que ha omplert un pavelló com el del Reial Madrid, cosa que els sorprèn.
L'endemà al matí, els passatgers del metro madrileny van poder contemplar pintades a les parets dels passadissos que deien: "¡Dharma al poder!" o "¡La Dharma l'arma!".
Però a partir de l'any 1979 tot això va començar a canviar.
L'arribada de la movida madrileña i el suport que va rebre tant dels mitjans de comunicació com de les institucions espanyoles va anar apartant del panorama musical espanyol un tipus de música que la capital d'Espanya no podia controlar. Va ser la primera vegada que en el concert de tant en tant algú cridava "polacos" ells encara no sabien molt bé per què. Malgrat això, el grup va continuar actuant per Espanya amb la diferència que en comptes d'anar a concerts de rock anaven a concerts del que més tard es van anomenar de "world music".

## Dècada del 1980

### Palau de la Música Catalana (1981)
El 1981 la Dharma es va plantejar fer-ne una de grossa, i van pensar en el fet que ja molts crítics deien que feien "sardana-rock", i que per primer cop en el món del rock potser era el moment d'ajuntar una cobla de sardanes i un grup de rock. En un principi els va semblar difícil, ja que en aquells temps totes les cobles estaven integrades per gent bastant gran fins que van trobar la Cobla Mediterrània que tots eren molt joves.
Els van proposar i van acceptar encantats. I ja posats a fer, van pensar que també seria una bona oportunitat per intentar que també per primera vegada el Palau de la Música Catalana acceptés que un grup de rock hi toqués. Per sort el Palau va acceptar la proposta i finalment l'11 de desembre de 1981 hi van tocar. Els arranjaments per la Cobla els va fer l'Esteve Fortuny.
El concert va ser un èxit i la gent reclamava si traurien un disc del concert i gràcies a unes gravacions de Ràdio 4 es va poder editar un dels primers discs en directe de rock català: Al Palau de la Música amb la Cobla Mediterrània. Va ser un concert que va marcar un punt d'inflexió en el món de la música popular catalana: el so dels instruments tradicionals barrejats amb la música rock de la Dharma va fer canviar els esquemes de la música tradicional. A partir d'aquell moment, les barreges de rock i música tradicional ja van entrar a formar part de la música del país. L'alegria d'haver superat amb fortuna el doble repte d'obrir el Palau de la Música al rock i de crear una nova sonoritat èpica, mediterrània i vibrant va fer oblidar les factures que es van haver de pagar pels desperfectes produïts en el Palau durant el concert...

### Mercat de les Flors (1983)
Els concerts del Mercat de les Flors va coincidir en l'època en què la Dharma va entrar a formar part de l'oficina de manegament de Joan Molas, mànager també d'en Lluís Llach, Maria del Mar Bonet i altres cantants de la Nova Cançó. Buscaven un local per fer la presentació del disc Catalluna i no en trobaven cap a Barcelona que els fes el pes. Llavors, en una reunió amb l'escriptora Maria Aurèlia Capmany (en aquells temps regidora de cultura de l'Ajuntament de Barcelona) els va proposar d'utilitzar un local a Montjuïc i que l'Ajuntament el feia servir per guardar les carrosses de la cavalcada de reis.
Els concerts els havien de fer a mitjans de gener de l'any 1983, per tant, pocs dies després de la cavalcada i encara que les carrosses ja no tornarien a aquell local, el temps per adequar-lo a partir del dia cinc era molt just. Però ells, amb la il·lusió d'inaugurar un nou local a Barcelona, van acceptar el repte i finalment el van poder inaugurar. Van fer una tanda de deu concerts que van ser tot un èxit i a partir de llavors el local va anar agafant molt de pes com a centre de les produccions teatrals de la ciutat de Barcelona.
Tres anys més tard hi van tornar per fer una altra tanda de concerts que van servir per gravar el seu segon disc en directe, No volem ser.

## Dècada del 1990

### Estats Units
El setembre del 1990, la Dharma viatja a París per tocar al Showcase de la Fira Anual de Música MARS. Tenen ofertes de diferents promotors europeus, americans i asiàtics. El 1991 viatgen als Estats Units per a fer una sèrie de concerts per les universitats del país, entre elles a Syracuse, Rochester, Ithaca, Watertown i Elmira, que culminen en la prestigiosa sala SOB's de Manhattan. Crítics com Carlos Agudelo, del Billboard Magazine, diuen: "La música de la Companyia Elèctrica Dharma és madura, enginyosa, rica i potent; capta l'atenció i juga amb els sentits d'una manera nova, delicada i fascinant".
El març de 1993 apareix Que no es perdi aquest so, un disc en el qual treballen amb melodies medievals del Llibre Vermell de Montserrat. Gràcies a aquest àlbum, que oferix un so particular proper al de l'època dels seus orígens, el grup torna als Estats Units per segona vegada. Fan una gira per festivals d'estiu a Utica, a Albany i dos a Oswego. La gira es tanca amb un concert memorable en una de les sales de més prestigi de Nova York, la Knitting Factory.

### Els 20 anys de l'Elèctrica Dharma: Palau Sant Jordi (1994)
El 23 d'abril del 1994 la Companyia Elèctrica Dharma celebrà el vintè aniversari de la seva creació amb un concert de commemoració al Palau Sant Jordi de Barcelona, on reuneixen més de 18.000 persones. En l'acte hi van col·laborar més de 15 artistes catalans del món de la música i el concert va fer retransmès per TV3 en directe i gravat en un propi disc que sortiria mesos més tard anomenat: 20 anys de Companyia Elèctrica Dharma.
El concert estava dividit en dues parts, la primera on l'Elèctrica Dharma va tocar en solitari i la segona amb un seguit de col·laboracions d'altres artistes interpretant cançons del grup. Va ser concebut com un gran espectacle total de caràcter teatral. L'espectacle va ser retransmès per TV3 i s'ha editat també en format DVD.
Es va iniciar amb comentaris en off d'un locutor del grup teatral Comediants, amb qui la Dharma havia col·laborat als seus inicis. Tot seguit una apagada general de llum en tot l'estadi arranjat amb xiulets i petards i així progressivament fins a tres cops. L'aparició de la Dharma amb la cercavila creà una gran eufòria; d'un lateral de l'escenari situat sobre una plataforma, el grup començà ainterpretar la cançó Titu-tiru-ritu, per seguir la marxa arrossegats per vuit extres amb una combinació de llum i il·luminació de bengales. La cercavila va recórrer tota la pista fins a aturar-se al lateral de l'escenari oposat d'on van sortir.
El concert pròpiament dit va començar amb la cançó de la Presó del rei de França on la Dharma va donar la benvinguda al públic. Tot seguit van interpretar la cançó que els identifica com a grup, Força Dharma i va continuar amb Festejada, Stella Splendens, L'àngel de la dansa, Catalluna i la cançó Si encara fossis aquí, dedicada al component desaparegut del grup Esteve Fortuny. Després van seguir les cançons Adéu, L'ou com balla (en la qual apareix ballant un actor disfressat d'ou) i La cosa està negra, per acabar la primera part interpretant Contra el fusell un somriure i La gent vol viure en pau, dues cançons reivindicatives i catalanistes amb un missatge de força i esperança per un món millor.
El primer convidat de la segona part va ser Pascal Comelade, amb la cançó El Cant dels Ocells, seguit de l'actuació de Maria del Mar Bonet amb Toti Soler interpretant La Mediterrània se'ns mor, Ginesa Ortega i Toti Soler amb El testament d'Amèlia, Sangtraït amb Ciutats, Els Pets amb Esperant l'autobús i Sau amb la cançó Muntanyes Russes. Tot seguit la Cobla Mediterrània va interpretar Ball Llunàtic, Mater Marítima, Sant Martí del Canigó i La moixeranga del Titu. L'acte va continuar amb l'actuació dels Timbalers amb la cançó La Patum. L'aparició de Joan Manuel Serrat cantant Ara que tenim vint anys va crear una gran eufòria entre el públic, i finalment va haver-hi l'actuació de Ia i Batiste, que van interpretar Voldria ser la teva Música en la qual hi van participar tots els artistes que havien col·laborat en el transcurs del concert. L'espectacle acabà amb una explosió de pètals que va omplir tot l'espai de l'escenari.
Es van fer dos bisos: Correfoc, on Joan Fortuny a mitja cançó obre una bengala de llum que il·lumina tot el Palau Sant Jordi, i una de les cançons far del grup La presó de Lleida.

## Dècada del 2000

### Concerts per Europa
A principis de la dècada del 2000, la Dharma va fer diverses gires per Europa. Van actuar a països com Hongria, Croàcia, Eslovènia, Polònia, PaÏsos Baixos, Portugal o Suècia. Recorden especialment les actuacions que van fer a Croàcia, on anaven cada any a fer dues o tres actuacions. La primera vegada van anar a Split una ciutat que està a la costa del mar Adriàtic i van tocar en unes ruïnes romanes. L'actuació va anar molt bé i els van contractar per l'any següent per les festes de carnaval, però abans volien que toquessin a Zagreb.
L'actuació de Split va ser a l'estiu i tot era sol i platja, no donava la sensació que fos un país que acabava de passar una guerra. Però les actuacions de l'any següent van ser al febrer i la cosa ja va canviar una mica. El fred i que a les tres del migdia ja era fosc donava un altre aire al país. L'actuació de Zagreb va anar bé, però la sensació que en van treure és que la gent encara estava vivint una postguerra, tenien ganes de sentir música però també de parlar de diferents fets nacionals o socials de Catalunya.
Els Dharma van viure de primera mà com pot arribar a ser de dur passar una guerra entre gent que fins llavors vivien plegats. L'endemà van marxar cap a Split, i van haver de travessar Croàcia de dalt a baix, en un dia d'intensa neu i veient com havia quedat el país després de la guerra: pobles abandonats, cases derruïdes o plenes de metralla. Un viatge que quan el recorden encara els encongeix el cor. Per fi van arribar a Split i allà ja van tenir l'última sorpresa del viatge, l'escenari era a l'aire lliure davant de la platja i nevava molt, però el públic ja hi devia estar acostumat perquè estava ple.
Tot molt bonic però diuen que mai havien passat tant fred en una actuació, tots els que podien tocaven amb guants tallant-los-hi la punta dels dits per poder tocar, i el saxo i la trompeta patien de valent perquè amb el fred els llavis se li tallaven i, a més, els instruments metàl·lics amb el fred baixen mig to com a mínim. L'any següent van tornar a l'estiu i tot ja va ser més normal i suportable.
En general totes les actuacions per Europa van anar força bé. Recorden especialment el concert a Budapest sobre un vaixell al Danubi, a Lisboa davant de milers de persones o els concerts més íntims a PaÏsos Baixos o Suècia. L'experiència, segons ells, va ser bona. Tocar davant de gent que no t'ha vist mai i no tenen gaires referències de què és la música catalana i comprovar que a la tercera o quarta cançó ja estan escoltant atentament, dona molta força per continuar amb la teva feina.

### Brasil (2001)
La Dharma va anar actuar a Rio de Janeiro el gener de l'any 2001 al festival Rock in Rio, el festival més multitudinari del món i a on diuen que s'hi van congregar un milió de persones. Hi van anar perquè un promotor brasiler els havia vist en un vídeo promocional en una fira a Alemanya que l'hi va agradar tant que va fer dos discos recopilatoris de tota la discografia de la Dharma per editar-lo al Brasil. Llavors va coincidir que es començaven a fer els preparatius per fer el festival Rock in Rio i aquest promotor va aconseguir fer entrar la Dharma en el festival.
Era un festival que estava distribuït en tres escenaris: en un hi tocaven artistes internacionals de rock i pop com Sting, Oasis, R.E.M. o Neil Young; l'altre era per artistes brasilers i el tercer, on va tocar la Dharma, era un escenari de world music (músiques del món). Van fer dues actuacions, i totes dues actuacions van acabar amb el públic brasiler ballant i cantant Inana, una de les cançons de la Dharma que sempre té més èxit.
Els Dharma diuen que és un tòpic però que és veritat: els brasilers porten el ritme a la sang, i mai no havien fet un concert a l'estranger on la gent ballés tant i fos tan agraïda amb els artistes. Ja des de la primera cançó la gent va començar a ballar i picar de mans i els Dharma els va sorprendre que des del primer moment entenguessin les melodies i els ritmes mediterranis. Una vegada més es demostrava que la música no té fronteres.
Van ser una setmana molt intensa amb les actuacions i les presentacions dels discos del promotor brasiler que finalment va titular els discos com "Companyia Elèctrica Dharma, la nueva música del Mediterraneo". Però coses de la vida van haver de marxar perquè ja tenien contractades unes actuacions als Països Baixos, o sigui que van passar dels quaranta graus del Brasil al cinc sota zero dels PaÏsos Baixos en un dia.

### Sud-àfrica (2003)
L'Elèctrica Dharma fa el següent viatge a Sud-àfrica aprofitant la invitació d'un festival que promociona grups sud-africans. Era la primera vegada que el grup feia un concert en aquest continent i també era la primera vegada que la tenora i l'imbom sonaven plegats.
Estava previst fer una col·laboració amb un grup africà. La Dharma volia veure els himnes reals que el grup africà toca, per això els va portar a un poble situat a mitja hora de Dugman, és un poble sagrat per assajar amb el grup africà i abans de tocar el terra es van haver de descalçar tots. No es podia fumar ni beure en tot el poble com a símbol de respecte i a les dones se'ls demanava que es posessin una faldilla.
Els moments previs a l'actuació eren els típics nervis d'abans de l'actuació però ho van superar i van sortir. El concert en si va ser un èxit, i un cop acabat el concert, el públic continuava cantant cançons de la Dharma.

### Els 30 anys de la Dharma: Palau de la Música (2005)
Deu any després, el 22 d'abril del 2005, la Dharma enregistra 30 anys, la Dharma l'arma, un disc en col·laboració amb la Cobla Mediterrània celebrant els 30 anys d'existència de la banda.
Aquest concert es va viure amb una gran il·lusió per part de tots els components. Altre cop, dies de molta feina i assajos, reunions i preparatius i amb grans nervis.
El concert va ser una barreja de dos estils de música que en fusionar-los creen una gran melodia de festa i alegria, que avui dia encara és present a l'escenari musical català amb la mateixa força que als seus inicis.

### Memphis (2007-2008)
La Dharma ha actuat també a la ciutat de Memphis (Tennessee), a la riba del riu Mississipi.
Allà va fer un parell de concerts al Memphis in May International Festival i un tercer concert, al cap de cinc dies, a una gala on la gent important de la ciutat anava a sopar i després a escoltar i ballar la seva música, amb els seus vestits de nit i els seus esmòquings: una estampa d'allò més extravagant i força estrambòtica.
Després tindrien, cinc dies per fer el turista i dropejar, i una sorpresa d'última hora: una invitació de l'organització per enregistrar les seves cançons al mític Sun Studio, l'estudi de gravació on l'Elvis Presley i altres artistes va enregistrar els seus primers èxits i lloc de peregrinació i de visita obligada si viatges a la ciutat de Memphis, regió del cotó i de l'arròs, però sobretot de la música.
L'endemà d'arribar ja els va tocar fer el primer concert. La gent que esperava els concerts de les patums, es va trobar amb la sorpresa d'un grup que venia de l'Europa mediterrània i feia una música que no els sonava de res. Pels comentaris posteriors al concert i per la portada del diari local que els la va dedicar sencera, van poder constatar que el concert havia estat un èxit.
El segon recital van canviar el repertori i van introduir cançons com Correfoc. L'anècdota del dia va ser que en tocar aquesta peça, quan el Joan Fortuny crida "Foc! Foc!", la gent entenia una altra cosa i responien entusiasmats: "Fuck! Fuck!"... Un cop!, dos cops!, tres cops!... setze cops!, i ells vinga picar de mans i fer banyes amb els dits i cridar "Fuck! Fuck!".
Després, al camerino, Nancy Apple (una cantant de country que té un bon grapat de discos gravats, que els feia de road manager els dies de concert i els acompanyava a tot arreu) els va dir sorneguera: a partir d'ara se'm coneixerà com la noia de la "Sixteen Fucks Band".

### Mali (2008)
Per segona vegada en la seva carrera a la Dharma, se li va presentar l'oportunitat de tocar per terres africanes i per primera vegada va estar convidada a participar en el Festival au desert de Mali com a representant català entre els dies 9 i 15 de gener, i a la vegada per col·laborar amb el grup Imarhane de l'ètnia tamaixek (que ja havia tocat a les Festes de la Mercè) i poder tocar amb ells en un parell de cançons. És un festival que es va fer per primera vegada l'any 2000 i que hi van anar 300 persones, actualment se n'hi congreguen més de 10.000.
L'experiència va ser tot un repte per a ells, era un festival amb de molt de prestigi dintre dels circuits de world music, però a la vegada representava moltes dificultats tècniques per al grup, ja que el festival es feia enmig del desert. Ja els primers contactes amb els organitzadors del festival els van avisar que l'Àfrica, i per extensió Mali, és un país on el temps és relatiu: "si et diuen a les tres, pot ser que la gent es presenti a les quatre o les cinc", per tant s'havien de mentalitzar i prendre-s'ho tot amb molta calma.
El viatge amb avió de Barcelona a Tombuctú va ser relativament tranquil, però el trajecte fins Essakane, el lloc del festival, va ser bastant més pesat. Tres hores en un tot terreny pel desert a tota velocitat no eren les millors condicions per les esquenes dels Dharmes, que van tenir la mala sort d'anar amb un jeep sense amortiguadors van arribar amb els ronyons ben fets malbé...
L'arribada segons ells va ser emocionant i a la vegada inquietant: només en arribar a l'entrada del festival, tot de militars amb metralletes anaven controlant l'arribada dels participants, però un cop a dintre, en pujar la primera duna i veure tota aquella extensió de terreny ple de haimes (tendes on dormir al desert) i gent amunt i avall era una imatge que diuen que mai oblidaran, impressionats, deien, "de com pot ser que hagin muntat un festival enmig del desert, amb corrent elèctric, aigua, etc...."
El recinte era immens i estava estructurat per diferents campaments: els francesos, els catalans, els americans, etc. i al mig de tot, l'escenari. Dormir en sacs a dintre una haima sota un cel ple d'estrelles, el menjar dels tamaixeks i tota la convivència amb aquella gent, tot era nou per a ells. Com a exemple, l'anècdota que explica el baixista del grup Carles Vidal, que una matinada, en despertar-se i sortir de la haima per anar a fer un tomb va trobar-se amb el cuiner que estava preparant el menjar del dia i que es rentava les mans amb els seus propis orins.
Els primers dies van servir per poder assajar amb el grup Imarhane. Els organitzadors els havien enviat a Barcelona unes gravacions dels Imarhane perquè els Dharmes s'anessin familiaritzant amb el so del grup. Un cop allà, els assajos es van realitzar dintre d'una haima, sense corrent i només podent tocar els instruments acústics (saxo, trompeta, djembe, etc.). Molt aviat es van adonar que havien de ser ells els que s'adaptessin als Imarhane, ja que la Dharma estava més acostumada a improvisar sobre diferents tipus de música que no pas el contrari, i havien d'anar amb bastant de compte, ja que per ells la música era bastant sagrada i no era qüestió d'incomodar-los. El primer dia va costar una mica, però el segon tot va funcionar a la perfecció.
Els dies anteriors al concert era molt maco veure com anaven arribant de diferents punts del desert caravanes de tuaregs (nòmades del desert) amb camells i plantant les seves haimes o dormint a sobre la sorra com la cosa més normal del món. Era tot un espectacle veure com per a entretenir-se organitzaven carreres de camells, espectacles amb les espases o quan qualsevol nen de vuit anys (que viatjava sol en una caravana) et volia vendre un collaret, un braçalet o qualsevol objecte amb molts anys d'història. Per a ells era el dia més important de l'any, on es retrobaven totes les tribus tamaixeks que vivien al desert.
El dia del concert tot va anar molt diferent de com estaven acostumats en els concerts a occident: per començar a l'hora de les proves es van trobar que un dels teclats que els havien posat no funcionava; la Maria no tenia piano per tocar i van haver d'improvisar i anar-se'ls tornant amb el Lluís, i aquest tocar més cançons amb la trompeta. El seu torn era a les dotze de la nit, però el grup anterior es va passar més d'una hora i van començar a actuar a la una de la nit tocada.
Primer va tocar el grup Imarhane, molt conegut Essakane, ja que són d'allà; després van fer la col·laboració amb la Dharma, i després el concert de la Dharma sols. Tot plegat va ser una nit inoblidable, la col·laboració va agradar molt tant a la gent autòctona com el públic vingut d'occident. Les melodies catalanes fusionades amb els ritmes i les veus del desert era un so nou i potser una demostració que la música no té fronteres i que sempre ha estat nòmada.

## Dècada del 2010

### Concert al Palau de la Música (2011)
El Palau de la Música va acollir el 17 d'octubre de 2011 l'últim concert de la Companyia Elèctrica Dharma, en una històrica vetllada musical que va tenir per lema Nit col·lectiva, en memòria d'Esteve Fortuny, un dels fundadors i guitarrista-compositor del grup, mort el 19 d'agost del 1986. Es tractà de la cinquena ocasió en què la banda actuà al Palau, la primera va ser el 1981, acompanyats per la Cobla Mediterrània.

### Concert per la Llibertat (2013)
La seva darrera aparició dalt d'un escenari va ser al Concert per la Llibertat, el 29 de juny de 2013, al Camp Nou, on van interpretar un parell de cançons.